# Yunis-Varon-Syndrom
Das Yunis-Varon-Syndrom ist eine sehr seltene angeborene Skelettdysplasie mit den Hauptmerkmalen einer Kleidokranialen Dysostose (Veränderungen an Gesicht und Schlüsselbeinen) mit Mikrognathie und Fehlen des Daumens.
Synonyme sind: Kleidokraniale Dysplasie mit Mikrognathismus und fehlenden Daumen; englisch Cleidocranial dysplasia with micrognathia, absent thumbs and distal aphalangia
Die Bezeichnung bezieht sich auf die Autoren der Erstbeschreibung aus dem Jahre 1980 durch die kolumbianischen Humangenetiker Emilio Yunis und  Humberto Varón.

## Verbreitung
Die Häufigkeit wird mit 1 zu 1.000.000 angegeben, die Vererbung erfolgt autosomal-rezessiv.

## Ursache
Der Erkrankung liegen Mutationen im FIG4-Gen im Chromosom 6 am Genort q21 zugrunde, welches für die FIG4 Phosphoinositid 5-Phosphatase kodiert.

## Klinische Erscheinungen
Klinische Kriterien sind:
- Manifestation bereits bei der Geburt
- Gesichtsauffälligkeiten wie Mikrognathie, weit offene frontale Schädelnähte, schmaler hoher Gaumen,  tiefsitzende Ohrmuscheln,  Dolichozephalie
- Störungen der Zahnentwicklung[6]
- A- oder Hypoplasie der Schlüsselbeine
- Daumenaplasie, häufig mit Fehlen der Fingerendglieder im 2.–5. Strahl, Hypoplasie der Großzehe

## Differentialdiagnose
Abzugrenzen sind:
- Kleidokraniale Dysplasie (Erbgang, Unterkiefer-Hypoplasie)
- Mandibuloakrale Dysplasie (Daumenaplasie)